# Botowo (Rajon Tscherepowez)
Botowo ist ein Dorf im Stadtkreis Tscherepowez in der Oblast Wologda. Sie ist ein regionales administratives Zentrum und liegt etwa 15 km von Tscherepowez entfernt. Die umliegenden Gemeinden heißen Borisow, Fjenjewa und Mostowaja.
Gemäß Zensus von 2002 zählt Botowo 2229 Einwohner, davon 1191 weiblich und 1038 männlich; 96 % sind Russen.